# McCracken (Kansas)
McCracken è un comune degli Stati Uniti d'America, situato nello Stato del Kansas, nella contea di Rush.